# Пирофосфат никеля(II)
Пирофосфат никеля(II) — неорганическое соединение,
соль никеля и фосфорной кислоты с формулой Ni2P2O7,
жёлтые кристаллы,
не растворяется в воде,
образует кристаллогидрат — зелёные кристаллы.

## Получение
- Обменная реакция сульфата никеля(II) и пирофосфата натрия:

{\displaystyle {\mathsf {2NiSO_{4}+Na_{4}P_{2}O_{7}\ {\xrightarrow {}}\ Ni_{2}P_{2}O_{7}\downarrow +2Na_{2}SO_{4}}}} Прокаливание твердого гидрофосфата никеля:
{\displaystyle {\mathsf {2NiHPO_{4}\ \xrightarrow {} \ Ni_{2}P_{2}O_{7}\downarrow +H_{2}O}}}

## Физические свойства
Пирофосфат никеля(II) образует жёлтые кристаллы нескольких модификаций:
- моноклинная сингония, пространственная группа P 21/c, параметры ячейки a = 1,3093 нм, b = 0,8275 нм, c = 0,8974 нм, β = 104,94°, Z = 8;
- моноклинная сингония, пространственная группа P 21/a, параметры ячейки a = 0,5212 нм, b = 0,9913 нм, c = 0,4475 нм, β = 97,46°, Z = 2 [1].

При температуре ~600°С происходит фазовый переход.
Не растворяется в воде, р ПР = 12,8.
Образует кристаллогидрат состава Ni2P2O7•n H2O, где n = 6 и 7.